# Domáld

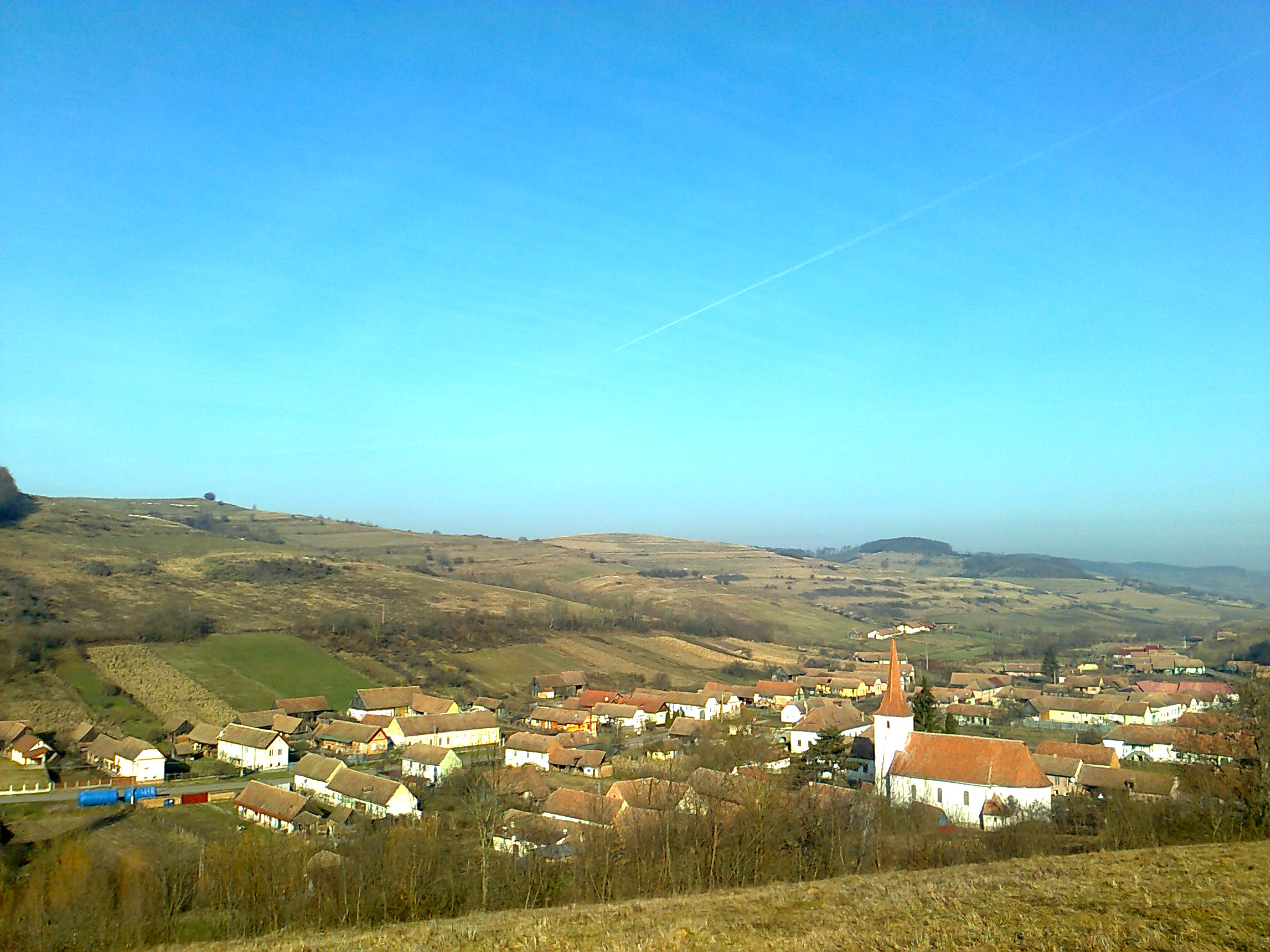
Domáld látképe

Domáld (románul: Domald) egykor önálló település, ma Csatófalva településrésze Romániában, Maros megyében.

## Története
1420-ban Damald néven említették először a források. Szász alapítású falu, a település egészen az 1980-as évek elejéig meg is őrizte német többségét. Középkori római katolikus lakossága a reformáció idején felvette a lutheránus vallást.
Bolyai Farkas anyai ágon egy domáldi kisbirtokot örökölt. Itt lakott feleségévél, Benkő Zsuzsánnával 1801-től 1804-ig, amikor a marosvásárhelyi református kollégiumba meghívták tanárnak. Később is sokat tartózkodtak itt. Feleségének  kedvenc helye volt Domáld, ezért kérte férjét, hogy ide temesse el. Később fiuk, Bolyai János is lakott Domáldon. 
A trianoni békeszerződésig Kis-Küküllő vármegye Erzsébetvárosi járásához tartozott. Lakossága 1910-ben 755 fő volt, ebből 625 német, 69 román, 56 cigány és 5 magyar nemzetiségűnek vallotta magát.
1966 után Csatófalvához csatolták.

## Látnivalók
- 1845-ben épült lutheránus temploma.
- Bolyai János anyjának, Benkő Zsuzsánnának a síremléke (kopjafa), a lutheránus templom mögötti dombon

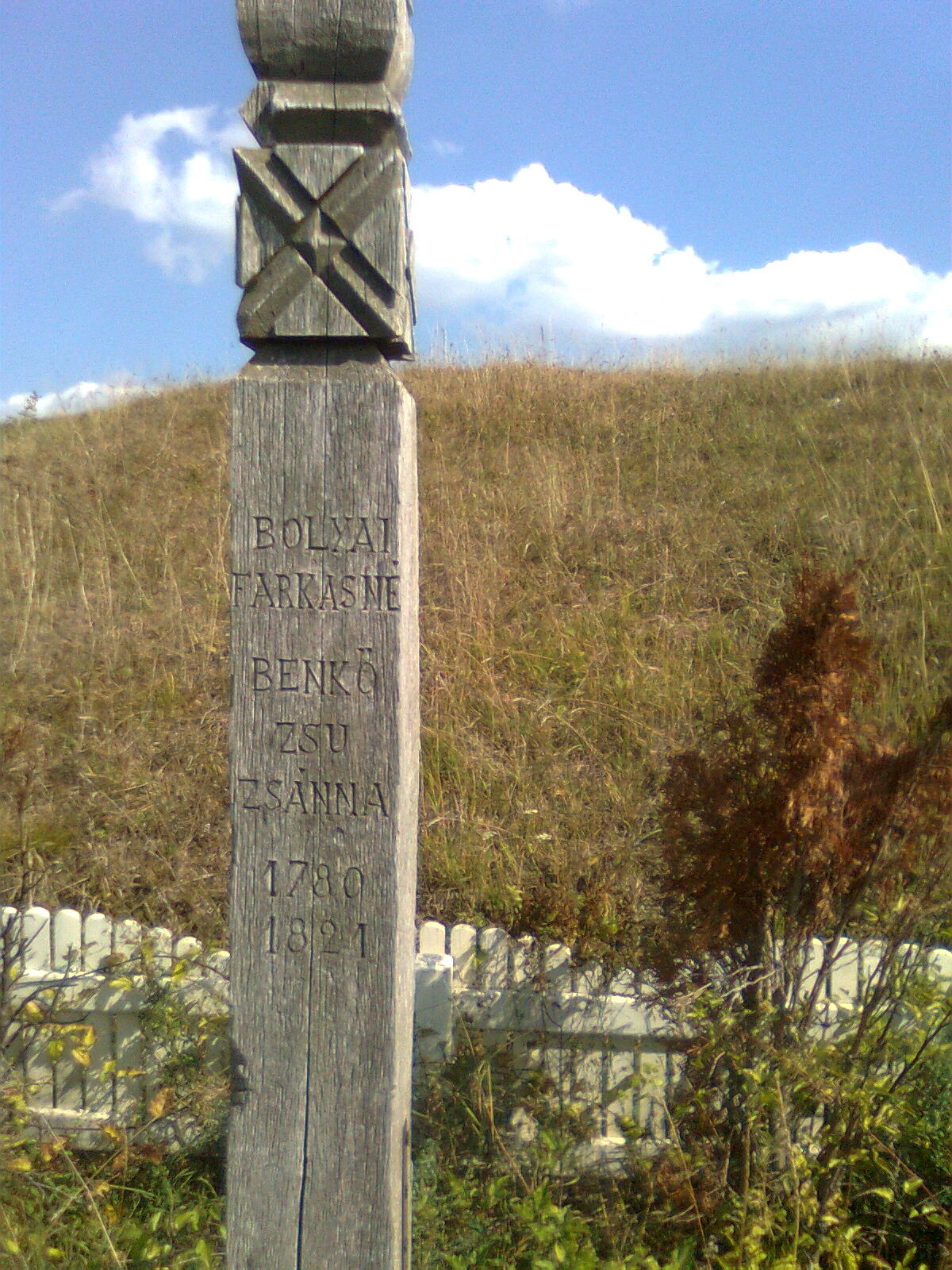
Benkő Zsuzsánna kopjafája
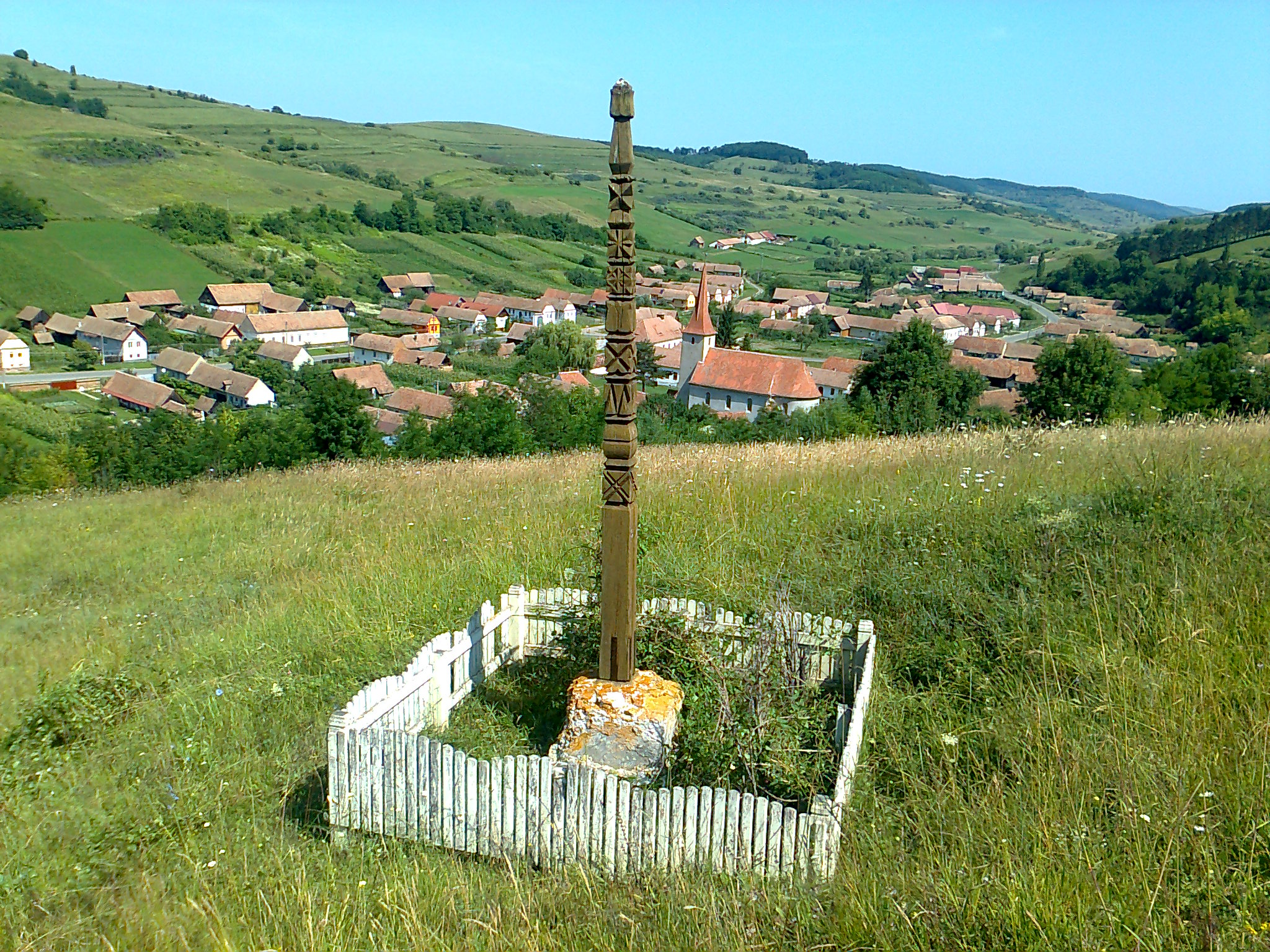
Domáld látképe a kopjafával és a lutheránus templommal
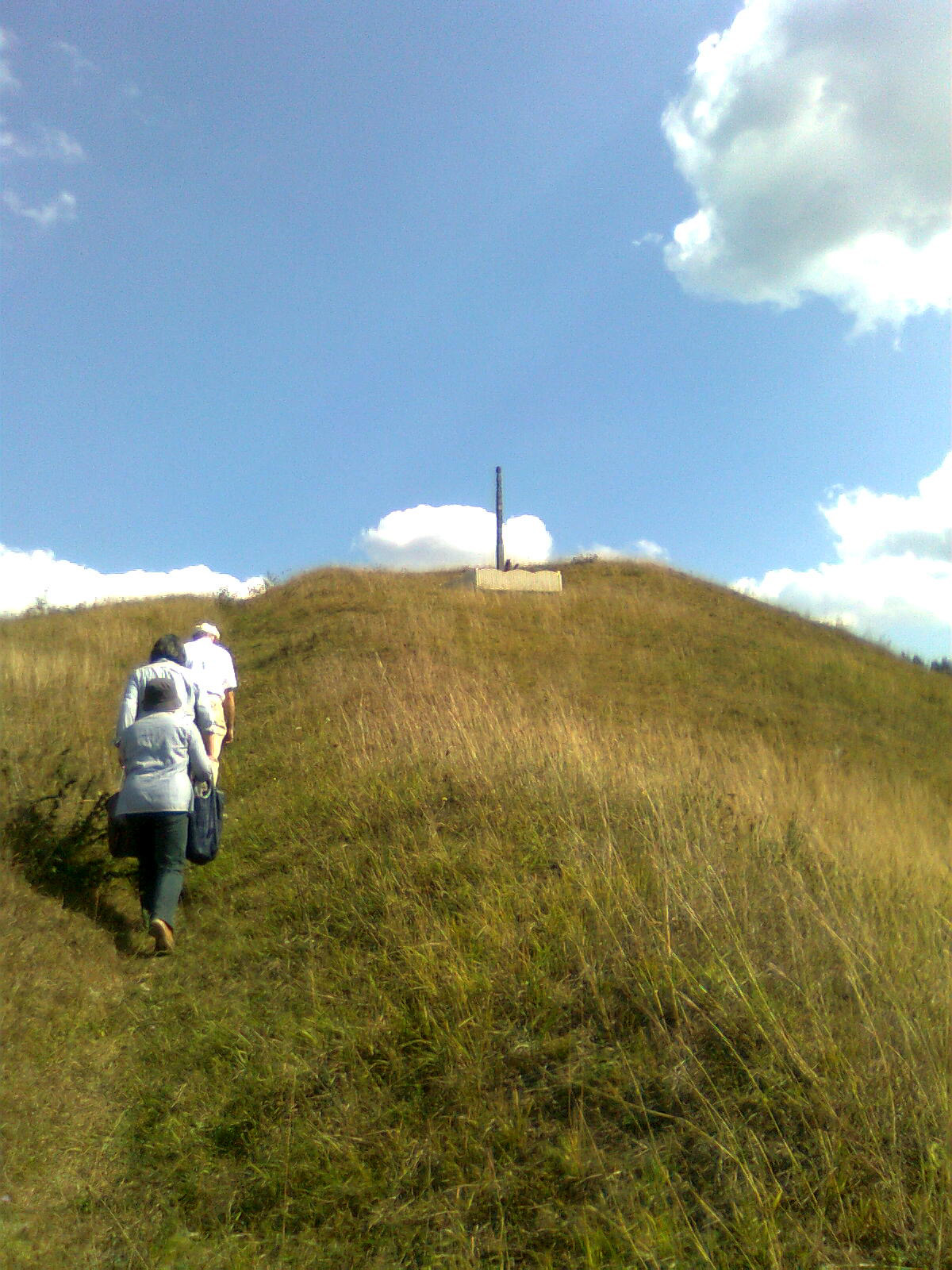
Zarándoklat a kopjafához